# 첸진구 (자무쓰시)

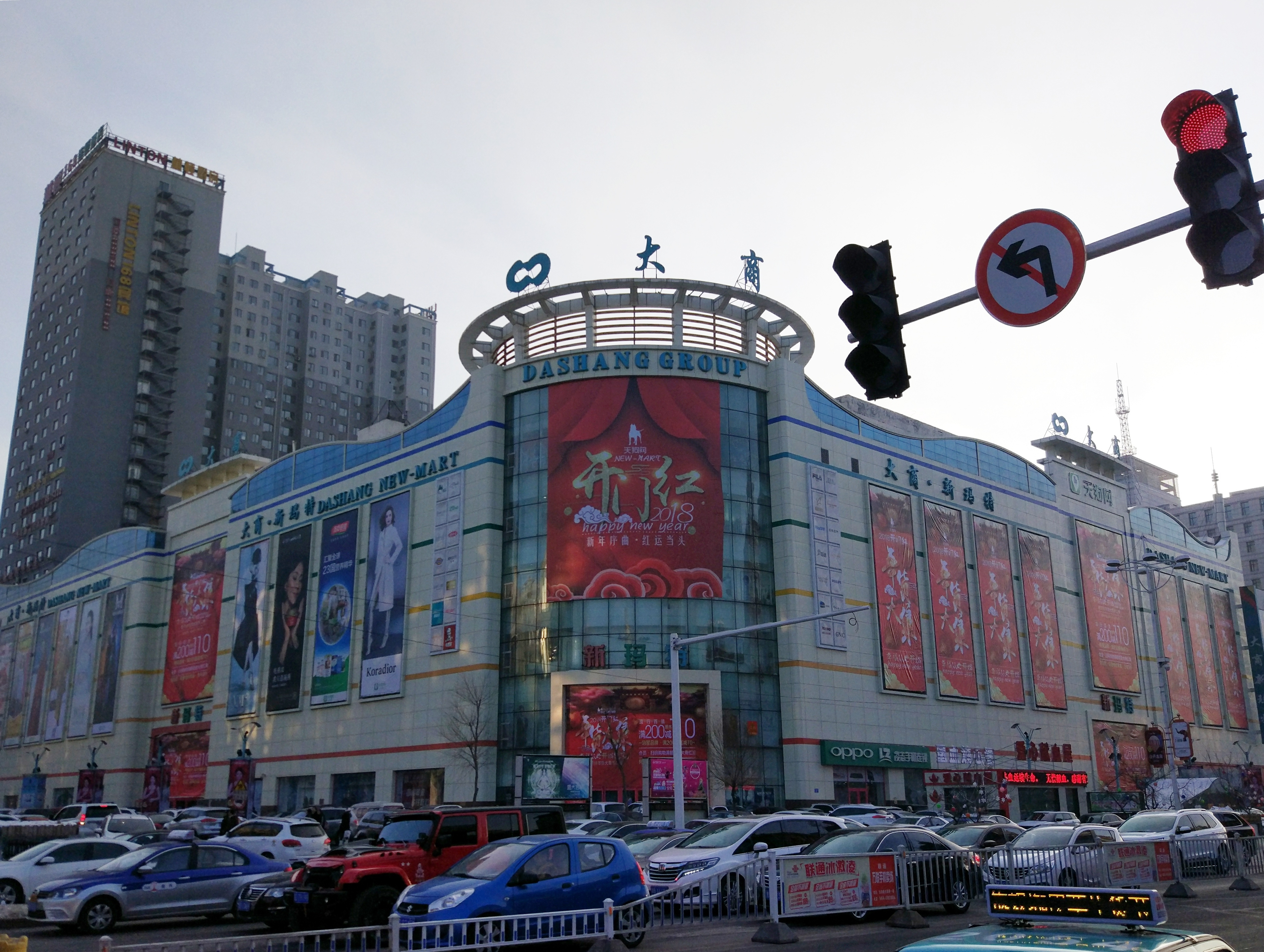

첸진구(한국어: 전진구, 중국어: 前进区, 병음: Qiánjìn Qū)는 중화인민공화국 헤이룽장성 자무쓰시의 행정구역이다. 넓이는 14km2이고, 인구는 2007년 기준으로 160,000명이다.

## 행정 구역
6개 가도를 관할한다.
- 가도: 站前街道, 永安街道, 奋斗街道, 南岗街道, 亮子河街道, 田园街道.